# PRS Guitars

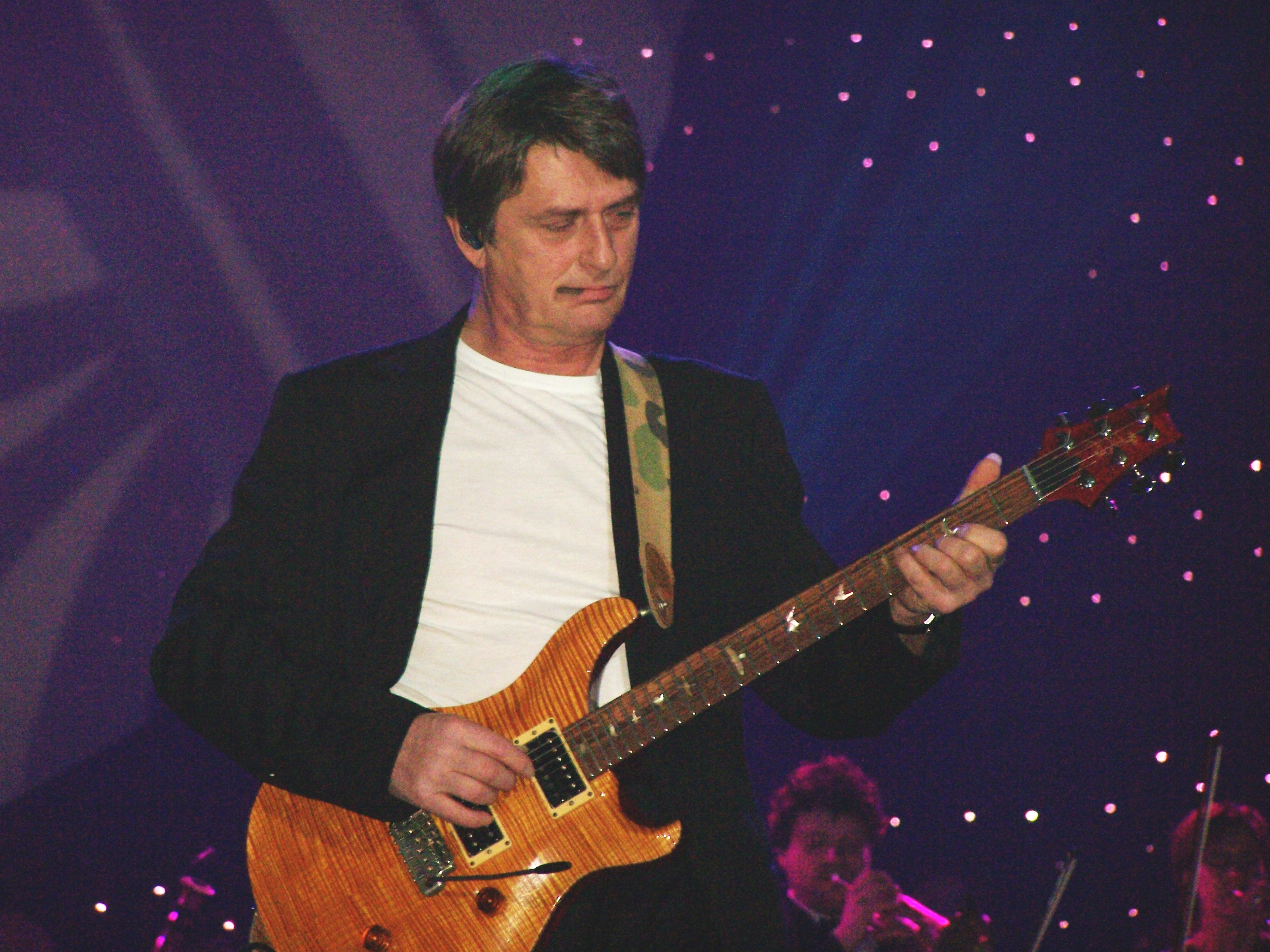
Mike Oldfield med sin Custom 24 i december 2006 på Festhalle i Frankfurt

PRS Guitars är en gitarrtillverkare med sitt huvudkontor i Stevensville, Maryland, USA. Företaget grundades 1985 av Paul Reed Smith. PRS är en förkortning av Paul Reed Smith. Från början specialiserade sig företaget på High-End
gitarrer men har sedan 90-talet utökat sitt sortiment med främst 
billigare gitarrer. Den billigare serien gitarrer är tillverkade i Asien
och kallas för SE-serien men det finns även S2-serien som är U.S.A 
gjorda men med några färre detaljer än de vanliga gitarrerna.
En av anledningarna till att SE-serien är billigare är att de är 
gjorda i Asien jämfört med resten av gitarrerna som är gjorda i USA.
Några kända artister som använder PRS gitarrer är Carlos Santana, Mark Tremonti och Mikael Åkerfeldt.

## Historia

### Tidig historia
Företagets grundare Paul Reed Smith var själv en gitarrspelare som började göra gitarrer redan i tonåren.
Efter att han hade hoppat av College började han satsa på sitt gitarrspelande istället men insåg strax att han hade mer talang för att göra gitarrer. Han tog kontakt med Ted McCarty som på den tiden var VD för Gibson Guitar företaget och fick hjälp med att designa och bygga sina gitarrer.
Efter att ha fått träffa Ted Nugent backstage och fått demonstrera sin gitarr började allt fler gitarrister att få upp ögonen för Paul Reed Smiths gitarrer. Men det var först efter att Carlos Santana började använda PRS gitarrer som försäljningen verkligen började få fart.
Vid denna tidpunkt var gitarrerna fortfarande gjorda för hand av Paul Reed Smith. I och med den ökade efterfrågan på PRS gitarrer kunde Paul Reed Smith hyra en lokal vid Virginia Avenue, Annapolis, och anställa personal. Från fanns det 8 medarbetare.

### Modern historia
År 2013 började PRS producera en ny serie gitarrer med namnet S2-serien. De här gitarrerna är gjorda i USA och är lite billigare än resten av deras US-tillverkade gitarrer. 
Nuförtiden finns det mängder av gitarrmodeller alltifrån 700 $ till 60 000 $.